# Bratislava
Bratislava (în slovacă până în 1919 Prešporok, germană Pressburg, maghiară Pozsony, în română de asemenea Pojon) este capitala și cel mai mare oraș din Slovacia și are o populație de aproximativ 430.000 locuitori. Bratislava este situată pe Dunăre, aproape de granițele Slovaciei cu Austria și Ungaria și destul de aproape de granița cu Republica Cehă. Se află la doar 60 de km de Viena. Munții Carpați încep pe teritoriul orașului prin masivul Malé Karpaty („Carpații Mici”).
Bratislava este sediul președinției, parlamentului și guvernului slovac. În oraș se află câteva universități, muzee, teatre și alte instituții culturale, printre care Slovenská filharmónia (Orchestra Filarmonică Slovacă). La nivelul tradițiilor, orașul slovac poartă și semnele influențelor venite din Austria, Ungaria etc. În trecut a fost un oraș din Imperiul Austro-Ungar, motiv pentru care are și alte nume, în uz până la finalul Primului Război Mondial: Pressburg (germană, chiar și astăzi alternativa oficială) și Pozsony (maghiară).

## Nume
Prima atestare documentară a localității (sub numele de Brezalauspurc, „cetatea lui Brezalau”) este făcută de Analele de la Salzburg, în care sunt descrise Bătăliile de la Pojon, între bavarezi și unguri, duse în afara zidurilor Castelului Bratislava, în 907. Castelul și-a primit probabil numele de la Predslav, al treilea fiu al regelui Svätopluk I, sau poate de la nobilul local Braslav. Acest nume vechi reapare sub forma Braslava sau Preslava, pe monede emise de regele Ștefan I al Ungariei, datând din jurul anului 1000. Mai târziu în Evul Mediu, a ajuns la forma finală a numelui în germană, Pressburg, numele în slovacă, Prešporok, derivând de acolo. Deși Pressburg a fost numele oficial până în 1919, locuitorii slovaci ai orașului îl numeau adesea Prešporok, și cei maghiari Pozsony (scris Posony înainte de secolul al XIX-lea). Numele maghiar, încă folosit de vorbitorii acestei limbi, este posibil să fie derivat de la Božaň, conducător din secolul al XI-lea al Castelului Bratislava. Pe lângă aceste nume, în documente din epoca Renașterii orașul a fost numit Istropolis, „Orașul Dunării” în greaca veche.
Numele actual, Bratislava, datează din 1837, când eruditul slavist Pavel Jozef Šafárik a reconstruit o variantă a lui (Břetislaw), din nume mai vechi, considerând că erau derivate din numele conducătorului Boemiei Bretislav I. Numele a fost folosit inițial de către membrii mișcării naționale slovace în 1844, ca Bratislav. După primul război mondial, unii reprezentanți non-slovaci ai orașului au încercat să-l redenumească „Wilsonov”, în onoarea președintelui american Woodrow Wilson, și pentru a evita încorporarea acestuia în Cehoslovacia. Propunerea a fost respinsă, și numele oficial al orașului a devenit Bratislava în martie 1919, după ce orașul a ajuns să facă parte din Cehoslovacia.

## Geografie

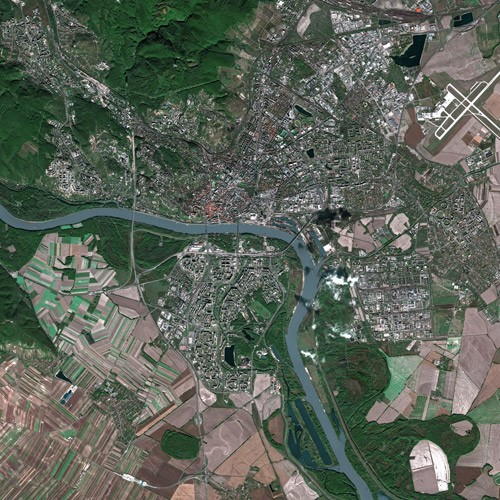
Vedere din satelit a Bratislavei

Bratislava este situată în sudvestul Slovaciei, în Regiunea Bratislava. Localizarea sa aproape de frontierele cu Austria și Ungaria o transformă în singura capitală națională care face graniță cu două state. Este la numai 62 km de granița cu Republica Cehă și la 60 km de Viena.
Orașul are o arie totală de 367,58 km², fiind al doilea oraș din Slovacia ca arie (după Vysoké Tatry). Dunărea traversează orașul de la vest spre sud-est. Cursul Dunării mijlocii începe la Strâmtoarea Devin, situată în partea de vest a Bratislavei. Alte râuri sunt Morava, care formează granița de nord-vest a orașului, și se varsă în Dunăre la Devín, Dunărea Mică și Vydrica, care se varsă în Dunăre în zona Karlova Ves.
Lanțul Munților Carpați începe pe teritoriul orașului prin masivul Carpații Mici (Malé Karpaty). Zonele depresionare Záhorie și Depresiunea Dunăreană se întind până în Bratislava. Cel mai jos punct al orașului este pe suprafața Dunării, la 126 m.d.M., și cel mai înalt este Devínska Kobyla, la 514 m. Altitudinea medie este de 140 m.

### Climă
Bratislava este situată în zona temperată nordică, și are o climă continentală, cu patru anotimpuri. Vânturile sunt frecvente, și există un contrast puternic între verile calde și iernile reci și umede. Orașul reprezintă una dintre părțile cele mai calzi și uscate ale Slovaciei. În perioada recentă, tranziția dinspre iarnă spre vară și invers a fost mai bruscă, perioadele de primăvară și toamnă fiind reduse. Zăpada este mai puțin prezentă ca înainte. Unele părți ale Bratislavei, în special Devín și Devínska Nová Ves, sunt vulnerabile la inundații provocate de Dunăre și râul Morava. Pe ambele maluri se iau măsuri de protecție împotriva inundațiilor.

## Istorie

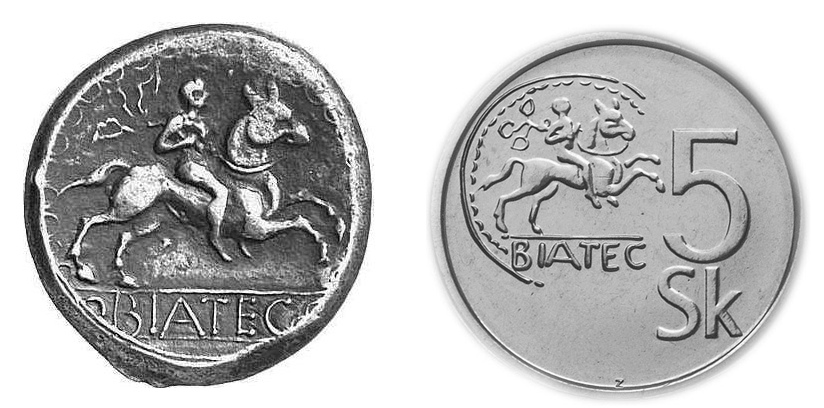
Un Biatec original și replica sa pe o monedă modernă de 5 koruna.

Primele așezări permanente în aria Bratislavei de astăzi datează din epoca Culturii Ceramicii Lineare, în jurul anului 5000 î.Hr., în era neolitică. În jurul anului 200 î.Hr. tribul celt al boilor a fondat prima așezare importantă, un oraș fortificat cunoscut ca oppidum, bătând și monede de argint cunoscute ca biatec.
Zona a ajuns sub influență romană din secolul I d.Hr. până în secolul IV, făcând parte din Limes Romanus, un sistem de apărare a granițelor imperiului. Romanii au introdus viticultura în regiune, începând o tradiție a producției de vin, care continuă și în prezent.
Strămoșii slavi ai slovacilor moderni au ajuns în regiune în secolele al V-lea și al VI-lea, în timpul Epocii Migrației Popoarelor. Ca reacție la măcelurile perpetuate de avari, triburile locale slave s-au revoltat și au pus bazele regatului lui Samo (623–658), cea mai veche entitate politică slavă. În secolul al IX-lea, castelele de la Bratislava și Devín erau centre importante ale statelor slave Principatul Nitrei și Moravia Mare. Cel mai vechi document care atestă existența orașului este din 907, și face referire la căderea Moraviei Mari sub presiunea atacurilor ungare.

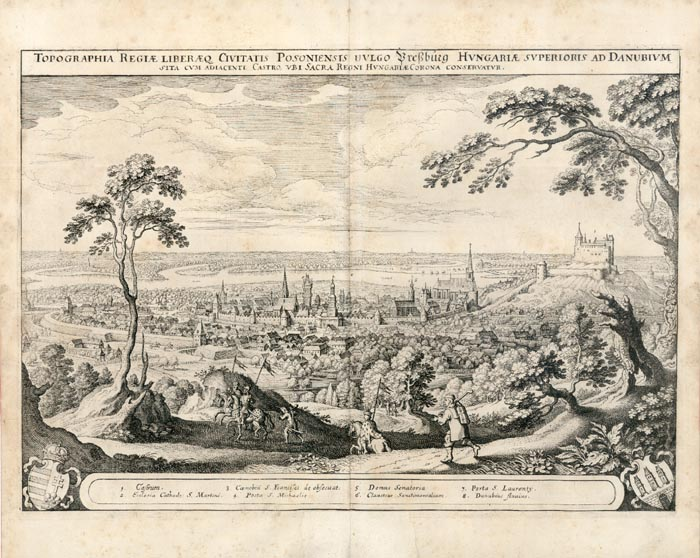
Bratislava (Pressburg) în secolul al XVII-lea

În secolul al X-lea, teritoriul Bratislavei de astăzi a trecut sub stăpânirea regatului Ungariei și a devenit un centru economic și administrativ cheie la frontiera regatului. Din cauza acestei poziții strategice, orașul a fost locul a numeroase atacuri și bătălii. În același timp, tocmai din acest motiv, Bratislava a devenit un centru economic și politic important. Primele privilegii orășenești i-au fost acordate în 1291, de către Andrei al III-lea al Ungariei. În 1405, Bratislava a fost declarată oraș regal liber de către regele Sigismund de Luxemburg, care, în 1436, i-a permis orașului să folosească stema proprie.
După Bătălia de la Mohacs în 1526, în care Regatul Ungariei a fost înfrânt de Imperiul Otoman, turcii au asediat și provocat daune Bratislavei, nereușind însă să o cucerească. Datorită înaintării otomane în teritoriu ungar, Bratislava a fost desemnată capitala Ungariei în 1536, făcând parte din Imperiul Habsburgic, în ceea ce avea să fie o nouă eră. Bratislava a devenit un oraș al încoronărilor, sediu al regilor, arhiepiscopilor (1543), nobilimii și organizațiilor și breslelor majore. Între 1536 și 1830, 11 regi și regine au fost încoronați în Catedrala Sfântul Martin. Cu toate acestea, secolul al XVII-lea a fost marcat de rebeliuni anti-habsburgice, lupte cu turcii, inundații, epidemii și alte dezastre.
Reforma protestantă a ajuns la Bratislava în a doua jumătate a secolului al XVI-lea, găsind adepți în principal în rândul orășenilor. Ca rezultat al revoltelor frecvente împotriva habsburgilor catolici, suburbiile au fost devastate. Orașul și castelul au fost deseori capturate de insurgenți, pentru a fi apoi recucerite de trupele imperiale. Această perioadă de revolte s-a terminat în 1711, prin semnarea Păcii de la Satu Mare.

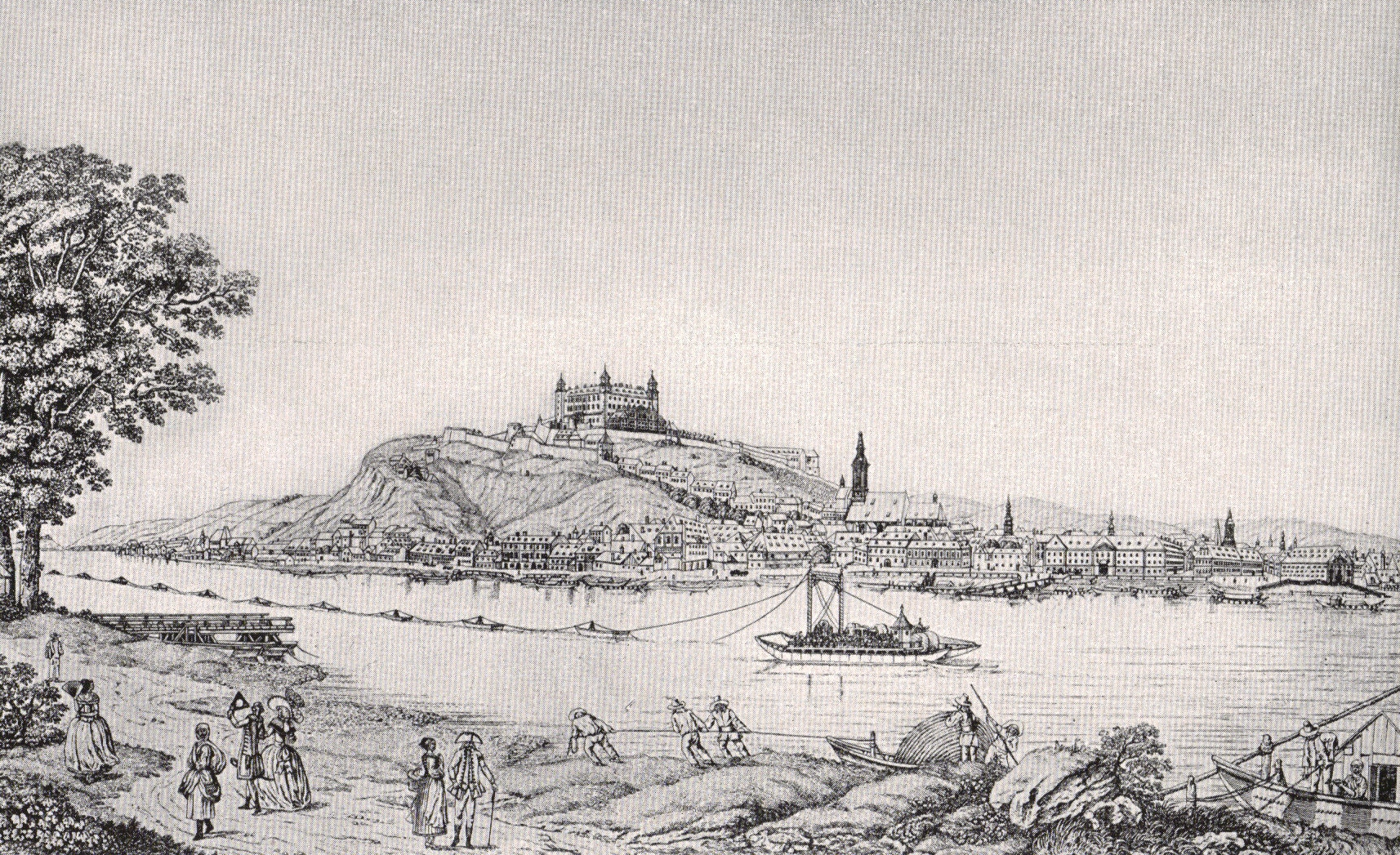
Bratislava (Pressburg), într-un desen din 1787

Bratislava a înflorit în timpul domniei Mariei Tereza a Austriei, din secolul al XVIII-lea, devenind cel mai mare și mai important oraș de pe teritoriul statelor actuale Slovacia și Ungaria. Populația s-a triplat; s-au construit numeroase palate, mănăstiri, conace și străzi, iar Bratislava a fost centrul vieții sociale și culturale a regiunii. Cu toate acestea, orașul a început să-și piardă din importanță în timpul domniei fiului Mariei Tereza, Iosif al II-lea, în special când bijuteriile coroanei au fost duse la Viena, în 1783, cu scopul de a întări legătura dintre Austria și Ungaria. Multe funcții centrale au fost mutate la Buda, împreună cu o mare parte din nobilime. Bratislava a devenit un centru al Mișcării Naționale Slovace: în 1783, au fost publicate primul ziar în slovacă, Presspurske Nowiny, și primul roman în slovacă.
Istoria Bratislavei din secolul al XIX-lea a avut strânse legături cu evenimentele majore din Europa. Pacea de la Pressburg între Austria și Franța a fost semnată la Bratislava, în 1805. Castelul Devín a fost devastat de trupele lui Napoleon în 1809, și Castelul Bratislava distrus de foc în 1811. Ca reacție la Revoluția din 1848 pe teritoriul habsburgic, Ferdinand I al Austriei a semnat, în palatul arhiepiscopului primat din Bratislava, așa-numitele Legi din Martie, care, între altele, prevedeau inclusiv abolirea șerbiei.
Industria s-a dezvoltat rapid în secolul al XIX-lea. Prima cale ferată cu locomoție cabalină de pe teritoriul Slovaciei și Ungariei actuale, de la Bratislava la Svätý Jur, a fost construită în 1840. O nouă linie, spre Viena, folosind o locomotivă cu aburi, a fost inaugurată în 1848. Au fost înființate multe instituții industriale și financiare—prima bancă din Slovacia de astăzi a fost fondată în 1842. Primul pod permanent al orașului peste Dunăre, Starý most, a fost construit în 1891.

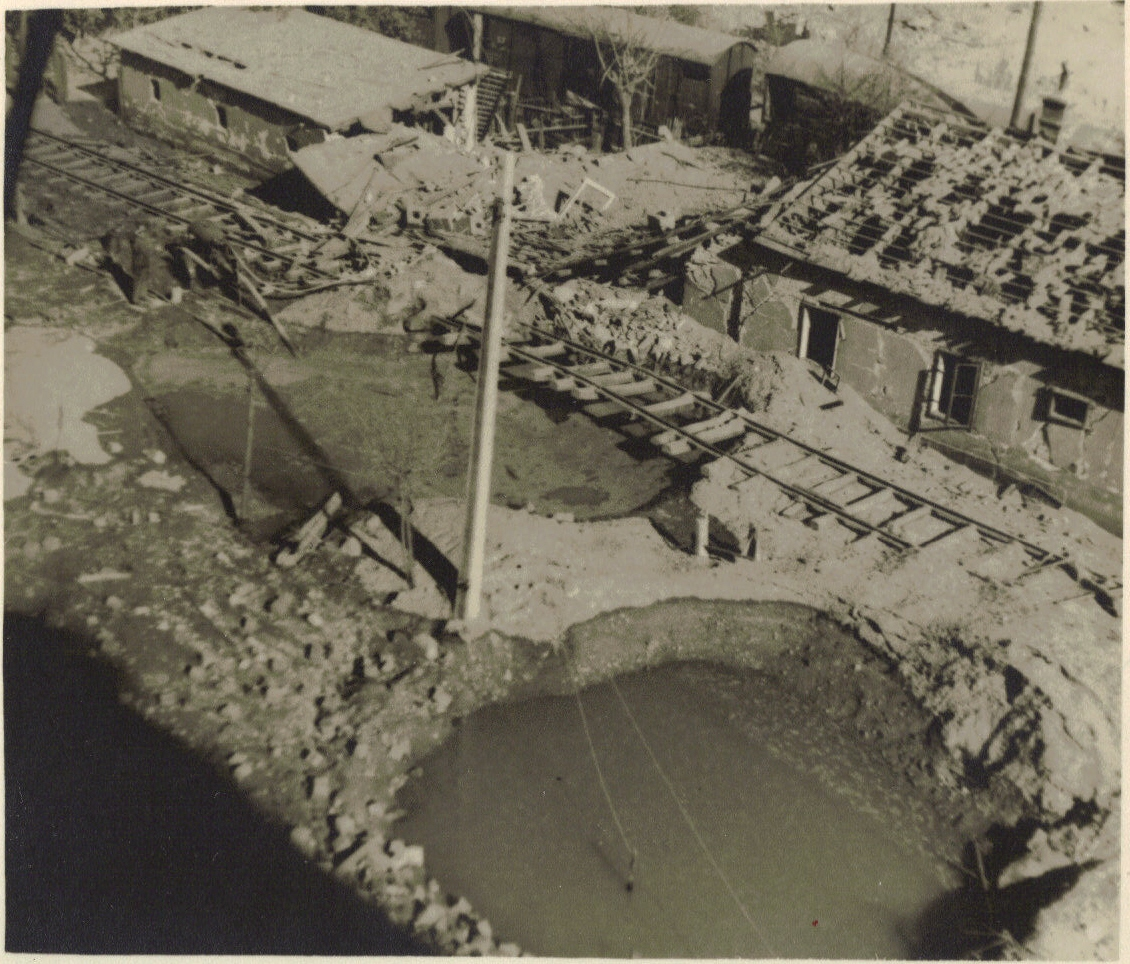
Distrugeri cauzate de Aliați Companiei industiale Apollo, în septembrie 1944

În urma primului război mondial și formării Cehoslovaciei pe 28 octombrie 1918, Bratislava a fost încorporată în noul stat, în ciuda unor mișcări care se opuneau acestei măsuri. Populația germană și maghiară a încercat să împiedice unirea și a declarat Bratislava oraș liber. Cu toate acestea, Legiunile Cehoslovace au intrat în oraș în ianuarie 1919, acesta devenind oraș cehoslovac. Datorită importanței sale economice și poziției sale strategice pe Dunăre, Bratislava a devenit în scurt timp sediul organelor politice și organizațiilor slovace, fiind ales capitală în defavoarea orașelor Martin și Nitra cu care era în competiție. La 27 martie 1919, a fost adoptat în mod oficial numele de Bratislava.
În 1938, Germania a anexat Austria în Anschluss; mai târziu în același an a anexat Petržalka și Devín pe criterii etnice. Bratislava a fost declarată capitala Republicii Slovace pe 14 martie 1939, dar noul stat a căzut sub influența Germaniei. În 1941-1942 și 1944-1945, guvernul slovac i-a expulzat pe cei aproximativ 15.000 de evrei din Bratislava, cei mai mulți fiind trimiși în lagăre de concentrare. Bratislava a fost bombardată de către Aliați, fiind ocupată de trupele germane în 1944 și cucerită de Armata Roșie pe 4 aprilie 1945. La sfârșitul celui de-al doilea război mondial, majoritatea germanilor din Bratislava au fost evacuați de autoritățile germane; unii s-au întors după război, dar au fost expulzați prin Decretele Beneš.

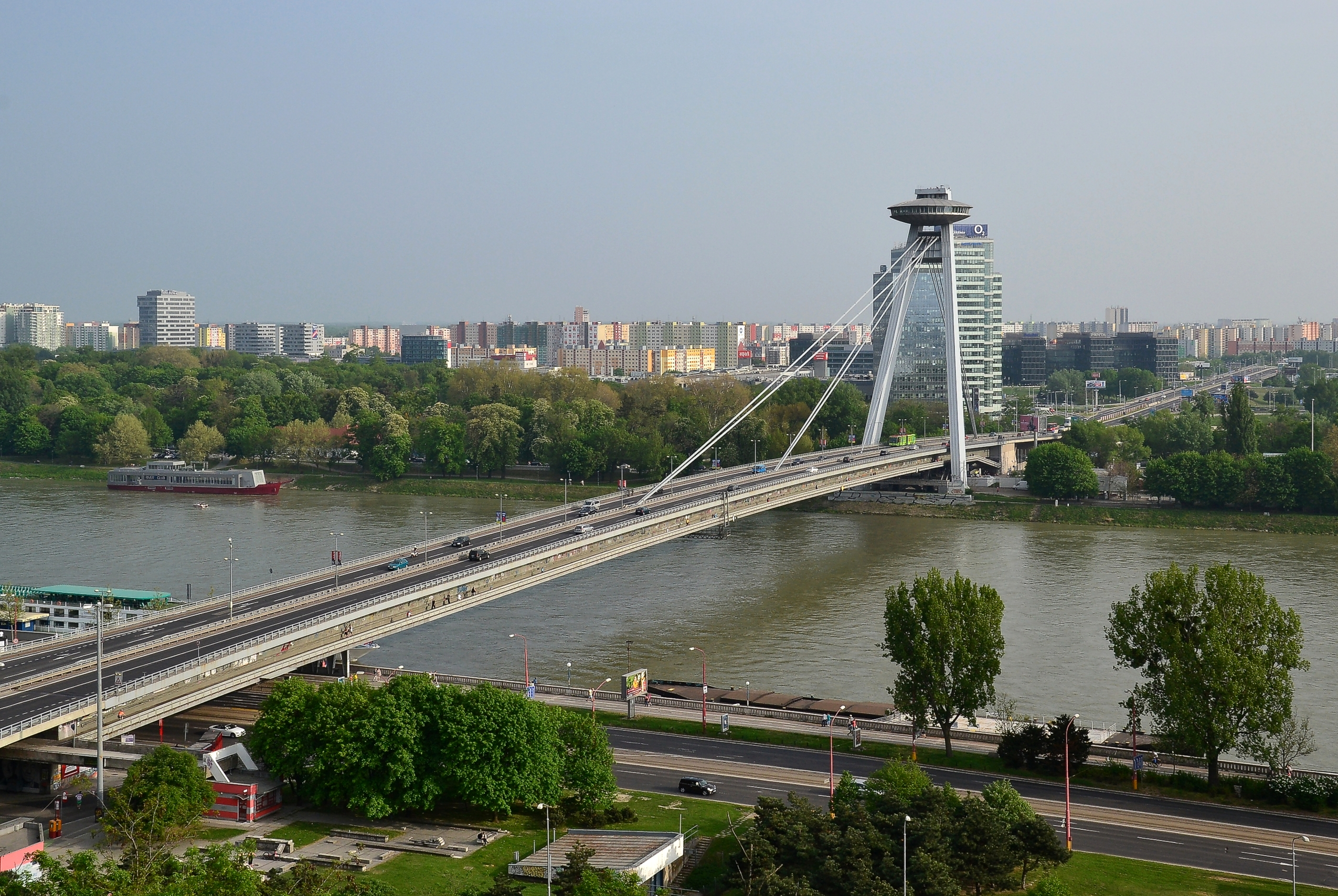
Podul Nový Most și cartierul Petržalka văzute din Castelul Bratislava

În perioada regimului socialist, după preluarea puterii în Cehoslovacia de către Partidul Comunist Cehoslovac în februarie 1948, orașul a anexat noi teritorii, și populația a crescut semnificativ. Proporția de etnici slovaci a atins 90% din populația orașului. S-au construit arii rezidențiale mari, consistând în clădiri înalte din prefabricate, precum cele din cartierul Petržalka. Guvernul comunist a construit câteva edificii grandioase, precum podul Nový Most și sediul Radioului Slovac, afectând uneori în mod negativ zona istorică a orașului.
După încercarea nereușită de a liberaliza regimul comunist, în 1968, orașul a fost ocupat de trupele Pactului de la Varșovia. Cehoslovavia a fost declarată stat federal și orașul a devenit capitala Republicii Socialiste Slovace, unul din cele două state ale federației. Dizidenții din Bratislava au anticipat căderea comunismului prin Demonstrația Lumânării din Bratislava, în 1988, și orașul a devenit un centru important al Revoluției de Catifea din 1989.
În 1993, orașul a devenit capitala noii Republici Slovace, formate în urma Divorțului de Catifea. În anii 1990 și la începutul secolului al XXI-lea, economia orașului a înflorit datorită investițiilor străine. Orașul a găzduit evenimente culturale și politice importante, inclusiv Summitul Slovacia 2005 între George W. Bush și Vladimir Putin.

## Panoramă și arhitectură

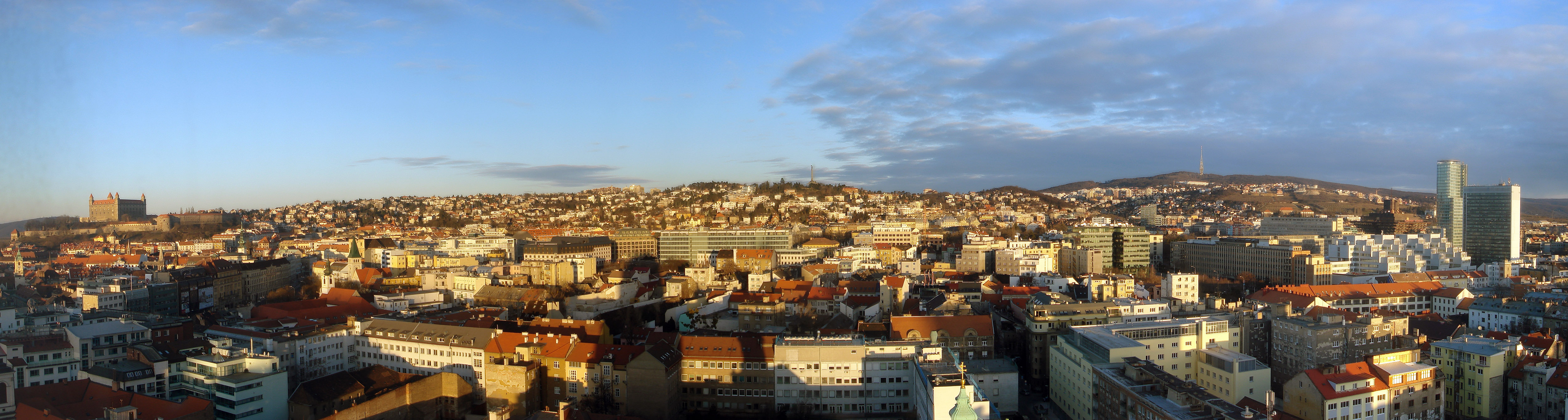
Imagine panoramică a Bratislavei

Panorama urbană a Bratislavei este caracterizată de turnuri medievale și clădiri de secol XX grandioase, dar „boom”-ul construcțiilor de la începutul secolului al XXI-lea a adus cu sine multe schimbări.

### Orașul
Majoritatea clădirilor istorice sunt concentrate în Orașul Vechi. Primăria Bratislavei este un complex de clădiri ridicate în secolele al XIV-lea–al XIV-lea, care acum reprezintă Muzeul Orașului. Poarta lui Mihail este singura poartă ce s-a păstrat din fortificațiile medievale, și este una din cele mai vechi clădiri ale orașului; cea mai îngustă casă din Europa se află în apropiere. Clădirea Bibliotecii Universității, construită în 1756, a fost folosită de Dieta (parlamentul) Regatului Ungariei din 1802 până în 1848. Mare parte din legislația importantă din Era de Reformare Maghiară (precum abolirea iobăgiei și fondarea Academiei Ungare de Științe) a fost ratificată aici.

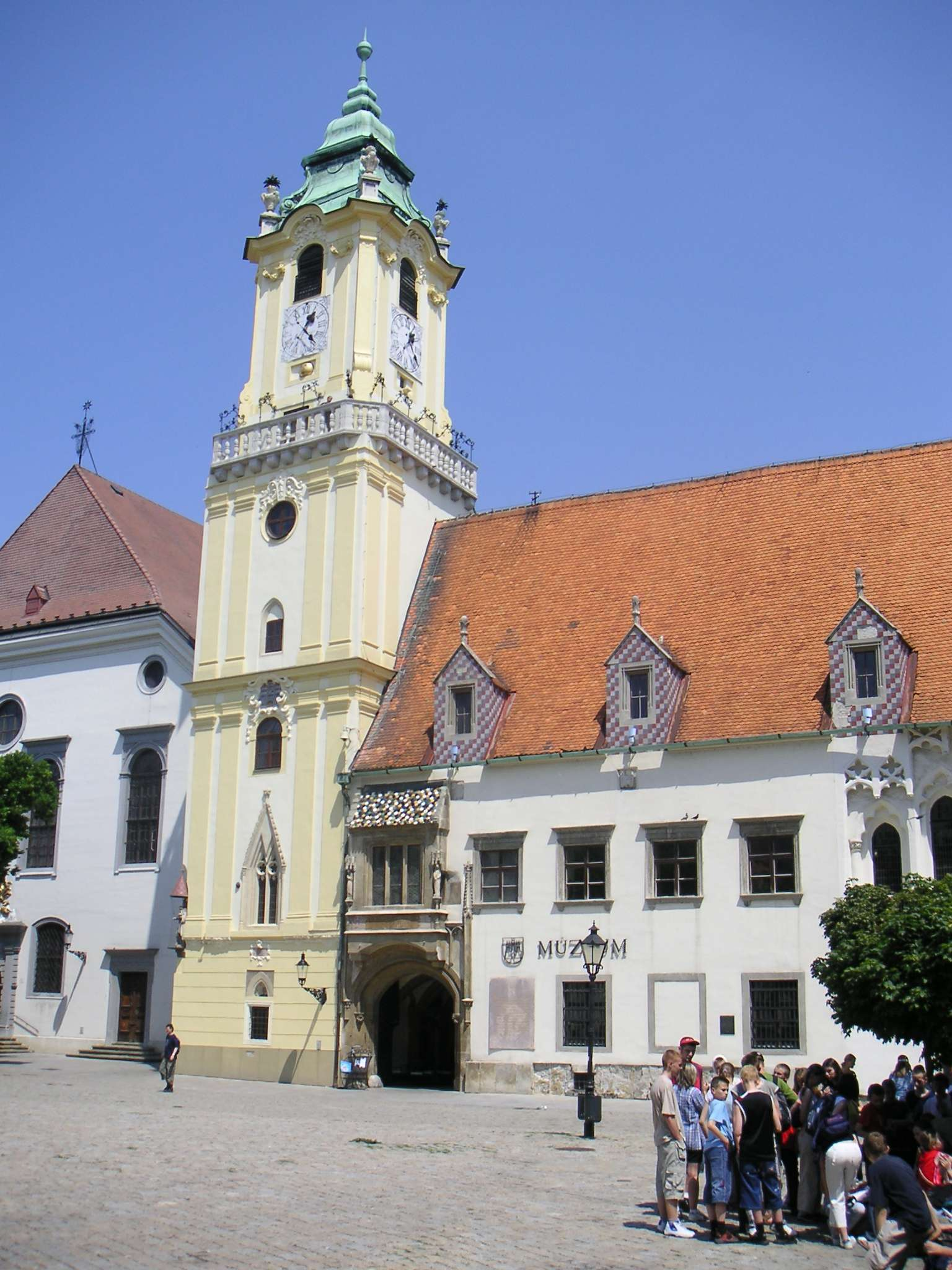
Vechea primărie, văzută din Piața principală.

Centrul istoric prezintă numeroase palate de stil baroc. Palatul Grassalkovich, construit în jurul anului 1760, este acum reședința președintelui slovac, în timp ce guvernul slovac își are sediul în fostul Palat Arhiepiscopal. În 1805, împărații Napoleon I al Franței și Francisc al II-lea au semnat a patra Pace de la Pressburg în Palatul Primatului. Alte case mai mici sunt semnificative din punct de vedere istoric; compozitorul Johann Nepomuk Hummel s-a născut într-o casă din secolul XVIII, în Orașul Vechi.
În stil gotic a fost construită Catedrala Sfântul Martin, monument din secolele al XIII-lea și al XVI-lea, care a servit drept biserica de încoronare a Regatului Ungariei între 1563 și 1830. Biserica Franciscană, datând din secolul al XIII-lea, a fost un loc al ceremoniilor cavalerești. Biserica Sfânta Elisabeta, cunoscută mai degrabă ca Biserica Albastră, este construită în întregime conform stilului Art Nouveau.
O curiozitate este porțiunea subterană (înainte la nivelul pământului) restaurată a unui cimitir evreiesc în care este îngropat și rabinul din secolul al XIX-lea Moses Sofer, aflat la poalele dealului castelului, aproape de intrarea într-un tunel de tramvai. Singurul cimitir militar din Bratislava este Slavín, inaugurat în 1960 în onoarea soldaților Armatei Sovietice care au căzut luptând pentru eliberarea Bratislavei de ocupația germană. Oferă o panoramă excelentă a orașului, precum și a Carpaților Mici.
Alte structuri proeminente din secolul al XX-lea includ (Podul Nou) Nový Most pe Dunăre, care prezintă un restaurant în turn cu formă de OZN, sediul Radioului Slovac în formă de piramidă inversată, precum și Turnul Kamzík TV cu un design unic, care are o punte de observație și un restaurant rotitor. La începutul secolului al XXI-lea, edificii noi au transformat panorama tradițională a orașului. Boom-ul construcțiilor a însemnat construirea unor noi clădiri publice, precum Most Apollo și noua clădire a Teatrului Național Slovac, precum și dezvoltarea unei pieți imobiliare private.

### Castelul Bratislava

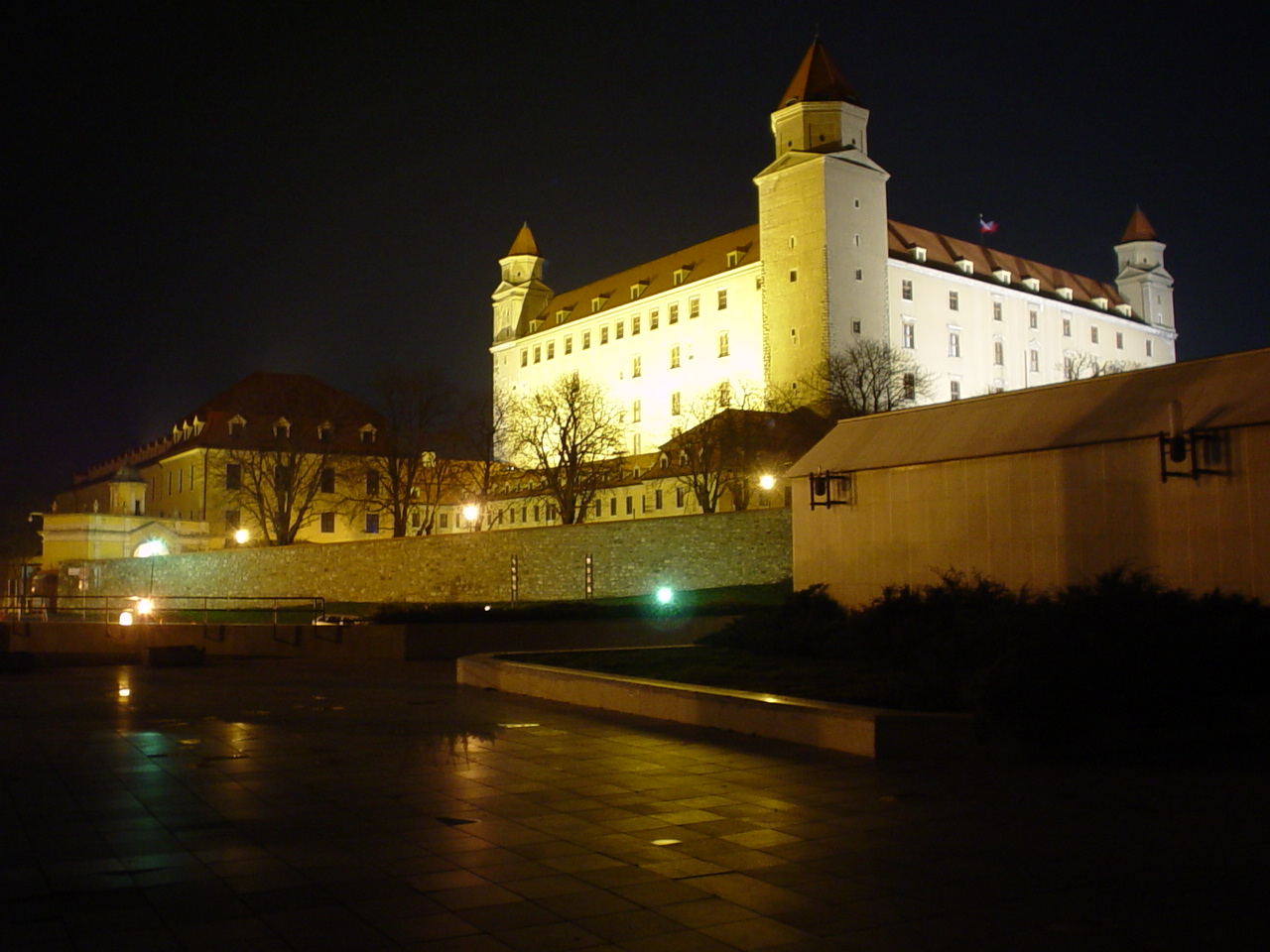
Castelul Bratislava noaptea

Una din structurile cele mai impresionante ale orașului este Castelul Bratislava, pe un teren aflat la 85 m deasupra nivelului Dunării. Situl dealului castelului a fost locuit încă din perioada de tranziție între Epoca de Piatră și Epoca de Bronz,, și a reprezentat acropolisul unui oraș celtic, apoi a făcut parte din Limesul roman, a fost o mare așezare slavă, apoi un centru politic, militar și religios al Moraviei Mari. Un castel de piatră nu s-a construit până în secolul X, pe când regiunea intra sub influența Regatului Ungariei. Castelul s-a transformat într-o fortăreață gotică anti-husită în vremea lui Sigismund de Luxemburg, în 1430, devenind apoi castel renascentist în 1562, și a fost reconstruit în 1649 în stilul baroc. În timpul domniei Mariei Tereza, castelul a devenit un sediu regal prestigios. În 1811 castelul a fost distrus, rămânând în ruină până în anii 1950, când a fost reconstruit în mare parte în stilul terezian.

### Castelul Devín
Ruinele Castelului Devín se află în Devín, deasupra unei stânci unde râul Morava, care formează granița între Austria și Slovacia, se varsă în Dunăre. Este unul din cele mai importante situri arheologice slovace, și include un muzeu dedicat istoriei sale. Datorită poziționării sale strategice, Castelul Devín a fost un castel important, la frontiera dintre Moravia Mare și statul ungar timpuriu. A fost distrus de trupele lui Napoleon în 1809, și este un simbol important al istoriei slovace și slave în general.

### Rusovce
Conacul Rusovce, cu parcul lui englezesc, se află în cartierul Rusovce. Casa a fost construită inițial în secolul al XVII-lea, și transformată într-un conac în stil neo-gotic englezesc, între 1841 și 1844. Cartierul este cunoscut de asemenea pentru ruinele unui campament militar roman, Gerulata, parte a Limesului roman. Gerulata a fost construit și folosit între secolele I și al IV-lea d.Hr.

### Parcuri și lacuri

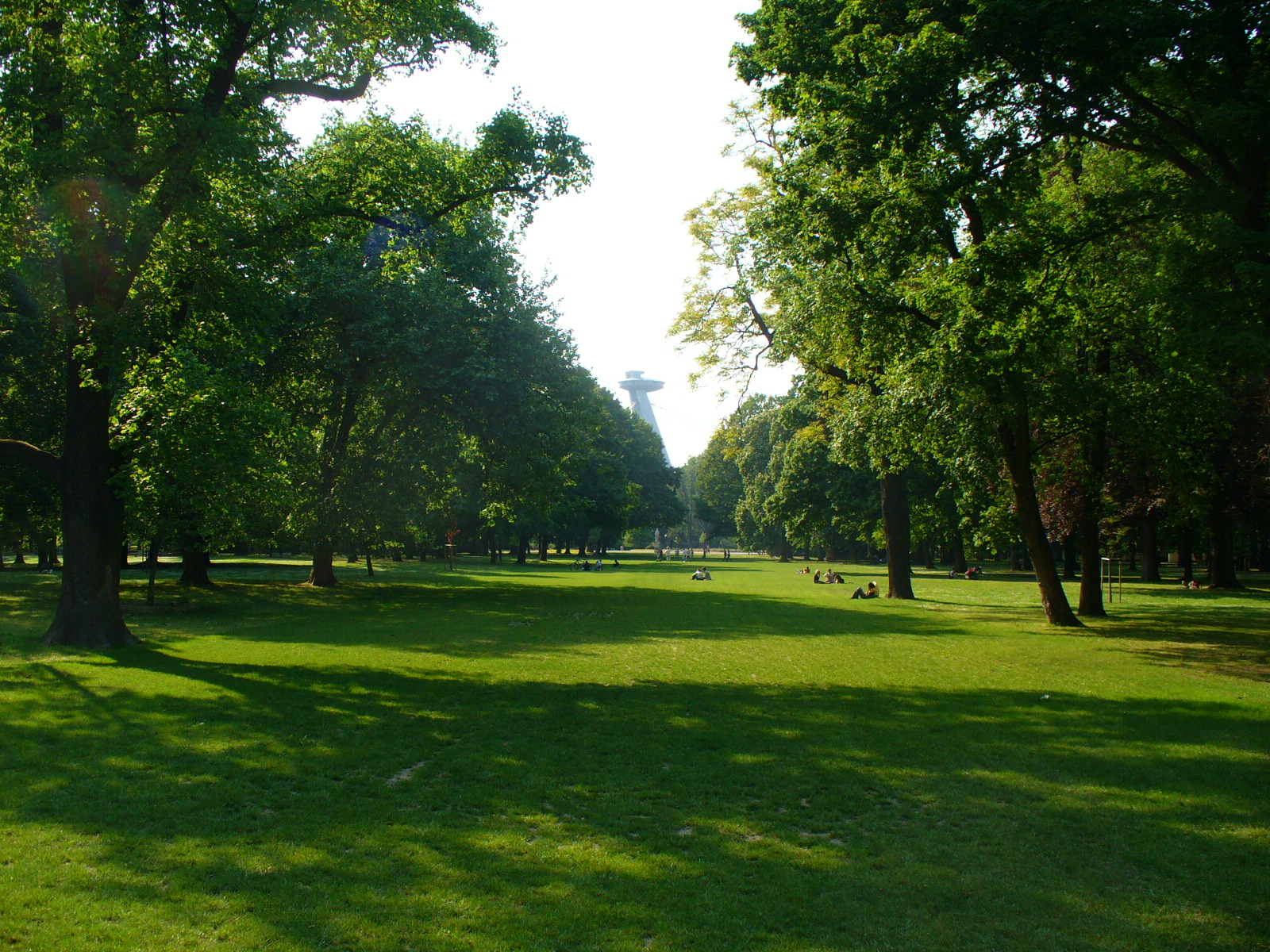
Sad Janka Kráľa în Petržalka, cel mai vechi parc public din Europa.

Datorită localizării sale la poalele Carpaților Mici și vegetației sale riverane, pe terenuri udate de Dunăre, Bratislava are păduri apropiate de centrul orașului. Cantitatea totală de spațiu verde public este de 46,8 km² de locuitor.
Cel mai mare parc este Parcul Horský (literalmente „Parcul Muntos”), în cadrul Orașului Vechi. Bratislavský lesný park (Parcul Forestal Bratislava) este situat în Carpații Mici și include multe localuri populare, precum Železná studienka și Koliba. Parcul Forestal acoperă o suprafață de 27,3 km², dintre care 96% este acoperită de păduri, și conține floră și faună originală precum bursucii europeni, vulpile roșii și muflonii. Pe malul drept al Dunării, în cartierul Petržalka, se află Parcul Janko Kráľ, primul parc public din Europa, fondat între 1774 și 1776. Un nou parc al orașului este planificat în Petržalka, între lacurile Malý Draždiak și Veľký Draždiak.
Grădina Zoologică din Bratislava este situat în Mlynská dolina, aproape de sediul Televiziunii Slovace. Grădina, fondată în 1960, găzduiește în prezent 152 de specii de animale, inclusiv foarte rarul leu alb. Grădinile Botanice, care țin de Universitatea Comenius, pot fi găsite pe malul Dunării, și găzduiesc peste 120 de specii de origine domestică, străină sau exotică.
Orașul are mai multe lacuri naturale și artificiale, majoritatea folosite în scopuri recreative. Exemplele includ lacul Štrkovec în Ružinov, Kuchajda în Nové Mesto, Zlaté Piesky și lacurile Vajnory în nord-est, și lacul Rusovce în sud, apreciat de nudiști.

## Demografie
| An:                | 1994    | 2004    | 2014    | 2024    |
| ------------------ | ------- | ------- | ------- | ------- |
| Număr de persoane: | 450.776 | 425.155 | 419.678 | 479.389 |
| Diferență:         |         | −5,68%  | −1,28%  | +14,22% |

| An:                | 2023    | 2024    |
| ------------------ | ------- | ------- |
| Număr de persoane: | 478.040 | 479.389 |
| Diferență:         |         | +0,28%  |

| Rezultatele recensământului din 2001 |           |            |           |
| District                             | Populație | Grup etnic | Populație |
| Bratislava I–V                       | 428,672   | slovaci    | 391,767   |
| Bratislava I                         | 44,798    | unguri     | 16,541    |
| Bratislava II                        | 108,139   | cehi       | 7,972     |
| Bratislava III                       | 61,418    | germani    | 1,200     |
| Bratislava IV                        | 93,058    | moravi     | 635       |
| Bratislava V                         | 121,259   | croați     | 614       |

De la întemeierea orașului și până în secolul al XIX-lea, germanii au fost grupul etnic dominant. Cu toate acestea, după Compromisul Austro-Ungar din 1867, a avut loc maghiarizarea puternică a populației, și, către sfârșitul primului război mondial, Bratislava era un oraș germano-maghiar, slovacii fiind minoritatea cea mai importantă. După formarea Republicii Cehoslovace în 1918, Bratislava a rămas un oraș diversificat din punct de vedere etnic, dar cu tendințe demografice distincte. Procentajul de cehi și slovaci a crescut, în timp ce procentajul de germani și maghiari a scăzut. În 1938, 59% din populație era formată din cehi și slovaci, în timp ce germanii reprezentau 22% și maghiarii, 13% din populația orașului. Înființarea Primei Republici Slovace în 1939 a adus cu sine alte schimbări, cele mai notabile fiind expulzarea multor cehi și evrei. În 1945, majoritatea germanilor au fost evacuați, sau, după reinstaurarea Cehoslovaciei, mutați, împreună cu maghiarii acuzați de colaborare cu naziștii. Orașul și-a pierdut astfel caracterul multicultural. Sute de cetățeni au fost expulzați în timpul represiunii comuniste din anii 1950, cu scopul de a înlocui „reacționarii” cu proletariatul. Din anii 1950, slovacii au reprezentat majoritatea etnică a orașului, cu un procentaj de aproximativ 90%.

## Administrație
Bratislava este sediul Parlamentului Slovac, ministerelor, Curții Supreme și Băncii Naționale a Slovaciei. Este orașul de reședință al Regiunii Bratislava, și, din 2002, de asemenea a Regiunii Autonome Bratislava. Orașul are multe ambasade și consulate.

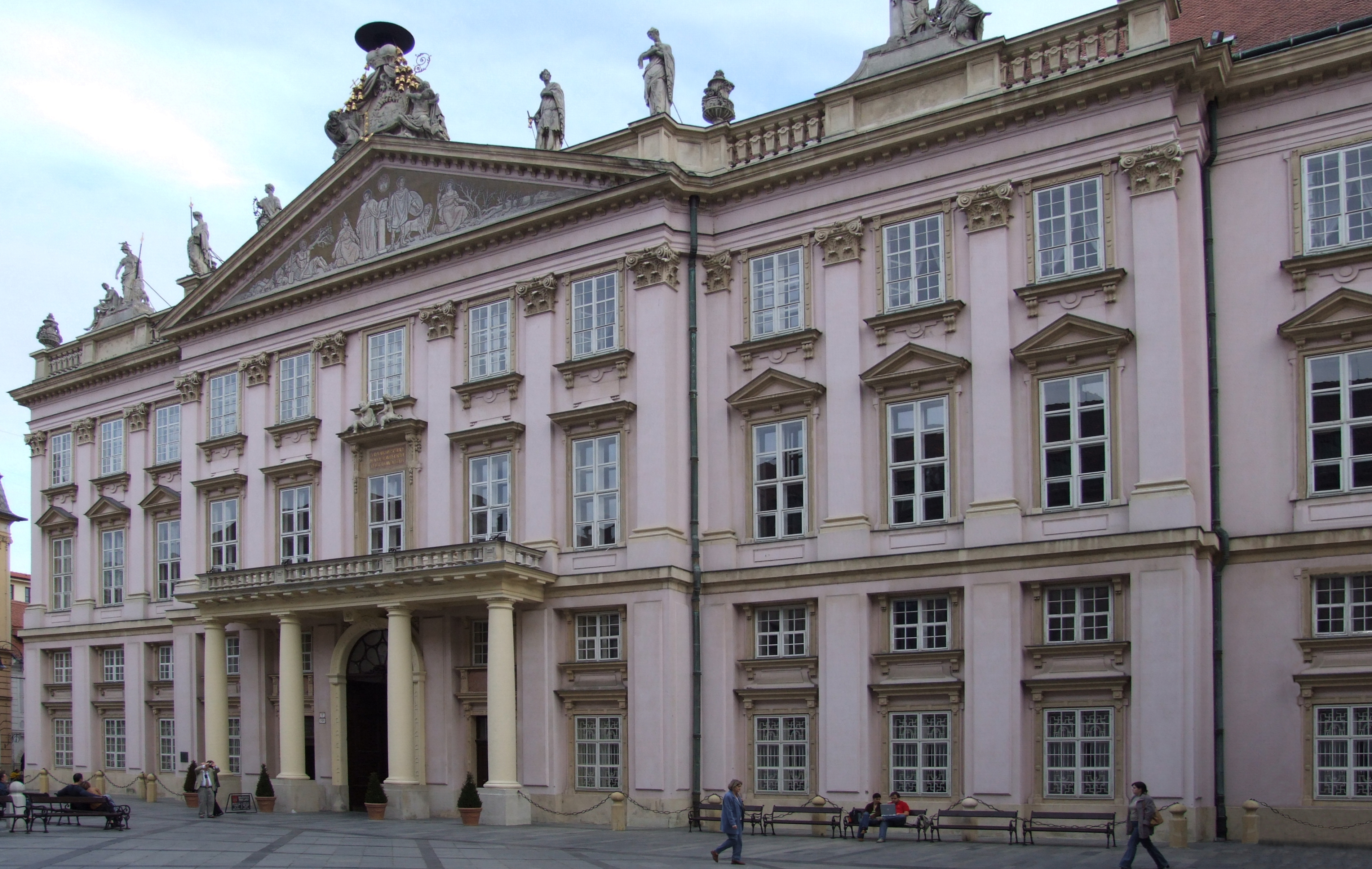
Palatul Primatului, sediul administrației orășenești

Actuala structură a administrației locale (Mestská samospráva) este neschimbată din 1990. Este compusă dintr-un primar (primátor), un board orășenesc (Mestská rada), un consiliu orășenesc (Mestské zastupiteľstvo), comisii orășenești (Komisie mestského zastupiteľstva), și un birou de magistratură a orașului
Primarul, care lucrează în Palatul Primatului, este principalul ofițer executiv al orașului și este ales pentru un mandat de patru ani. Actualul primar al Bratislavei este Andrej Ďurkovský, care a câștigat alegerile din 2006 din partea coaliției Mișcarea Creștin-Democrată (KDH) - Uniunea Creștin-Democrată Slovacă (SKDÚ), și se află în prezent la al doilea mandat. Consiliul orășenesc este organul legislativ al orașului, responsabil de buget, ordonanțe locale, planificarea orașului, conservarea drumurilor, educație și cultură. Consiliul se întrunește de obicei o dată pe lună și este format din 80 de membri, aleși pentru mandate de patru ani, pe aceeași perioadă ca și primarul. Multe dintre funcțiile executive ale orașului sunt preluate de o comisie orășenească, dirijată de consiliu. Boardul orășenesc este format din 28 membri, anume primarul și adjuncții săi, primarii de cartier, precum și până la zece membri ai consiliului orășenesc. Boardul are sarcini executive și de supraveghere din partea consiliului orășenesc, și îl poate de asemenea consilia pe primar.
Din punct de vedere administrativ, Bratislava este divizată în cinci districte: Bratislava I (centrul orașului), Bratislava II (părțile estice), Bratislava III (părțile nord-estice), Bratislava IV (părți vestice și nordice), și Bratislava V (părțile de sud, de pe malul drept al Dunării, inclusiv Petržalka, aria rezidențială cel mai dens populată din Europa Centrală).
Cu scopul auto-guvernării, orașul este împărțit în 17 cartiere, fiecare cu propriul primar (starosta) și consiliu. Numărul de consilieri din fiecare depinde de mărimea și densitatea cartierului. Fiecare cartier coincide cu cele 20 de cadastre, cu două excepții: Nové Mesto este împărțit la rândul său în zonele cadastrale Nové Mesto și Vinohrad, în timp ce Ružinov este împărțit în Ružinov, Nivy și Trnávka. Celelalte diviziuni sunt neoficiale.
|              | Diviziunile teritoriale ale Bratislavei (districte și cartiere) | Diviziunile teritoriale ale Bratislavei (districte și cartiere) | Diviziunile teritoriale ale Bratislavei (districte și cartiere) | Diviziunile teritoriale ale Bratislavei (districte și cartiere) | Diviziunile teritoriale ale Bratislavei (districte și cartiere) |
| ------------ | --------------------------------------------------------------- | --------------------------------------------------------------- | --------------------------------------------------------------- | --------------------------------------------------------------- | --------------------------------------------------------------- |
| Bratislava I | Bratislava II                                                   | Bratislava III                                                  | Bratislava IV                                                   | Bratislava V                                                    |                                                                 |
| Staré Mesto  | Ružinov                                                         | Nové Mesto                                                      | Karlova Ves                                                     | Petržalka                                                       |                                                                 |
|              | Vrakuňa                                                         | Rača                                                            | Dúbravka                                                        | Jarovce                                                         |                                                                 |
|              | Podunajské Biskupice                                            | Vajnory                                                         | Lamač                                                           | Rusovce                                                         |                                                                 |
|              |                                                                 |                                                                 | Devín                                                           | Čunovo                                                          |                                                                 |
|              |                                                                 |                                                                 | Devínska Nová Ves                                               |                                                                 |                                                                 |
|              |                                                                 |                                                                 | Záhorská Bystrica                                               |                                                                 |                                                                 |

## Economie

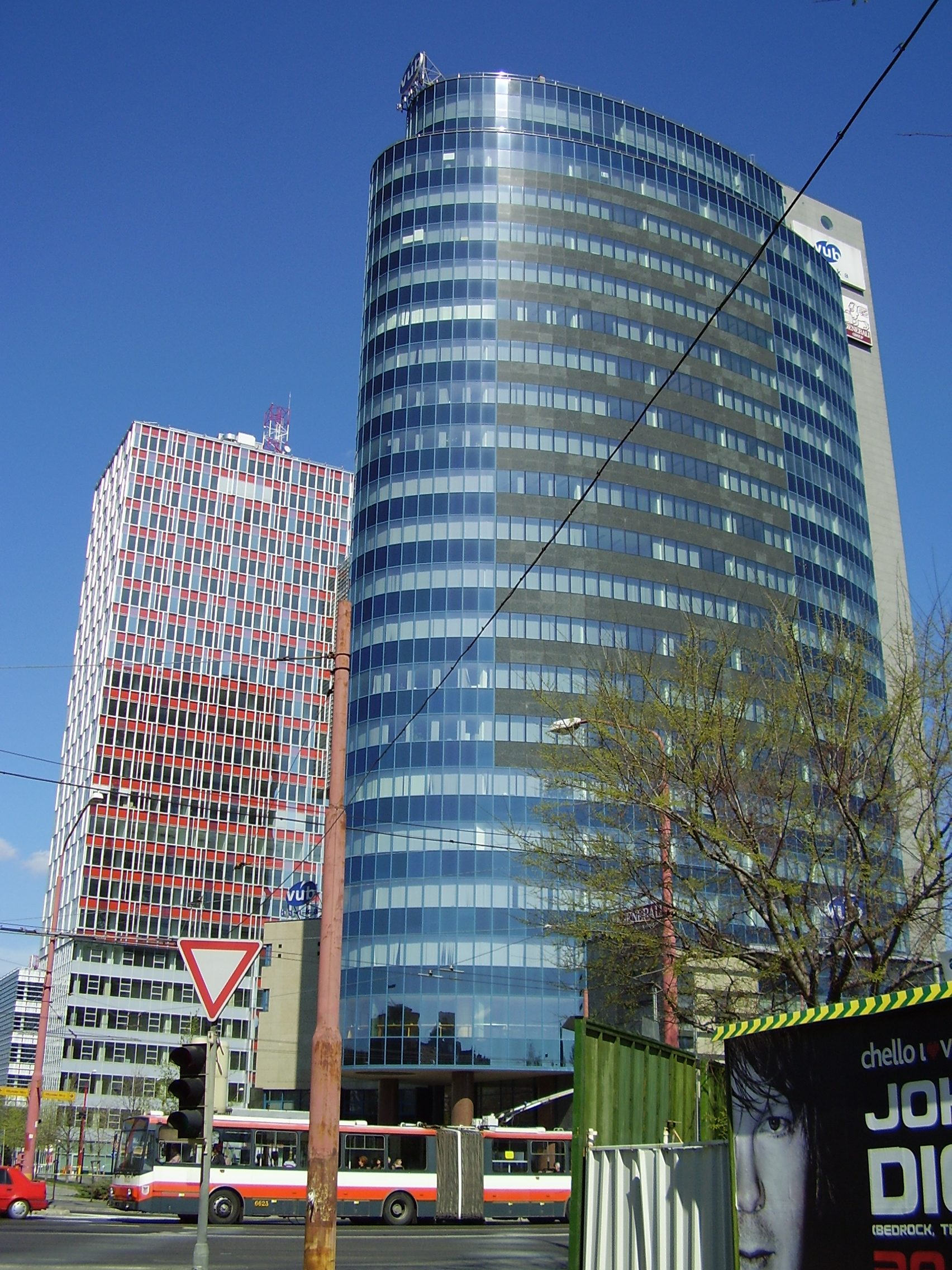
Clădiri high-rise din Nivy, unul din principalele districte de afaceri din Bratislava

Regiunea Bratislava este cea mai prosperă regiune a Slovaciei din punct de vedere economic, deși este cea mai redusă ca suprafață și penultima ca număr de locuitori. Contribuie cu aproximativ 26% din PIB. PIBul pe cap de locuitor, evaluat la 27.802 € în 2004, reprezintă 129,3% din media Uniunii Europene, aflându-se pe locul 2 (în urma Pragăi) între regiunile noilor membre ale Uniunii Europene (din 2004).
Rata de șomaj din Bratislava a fost de 1,84% în iulie 2007.
Multe instituții guvernamentale și companii private își au sediul în Bratislava. Peste 75% din populația Bratislavei lucrează în sectorul servicii, în principal în comerț, sectorul bancar, IT, telecomunicații și turism. Bursa din Bratislava (BSSE), organizatoarea pieței de securitate publică, a fost fondată pe 15 martie 1991.
Producătorul auto Volkswagen a construit o fabrică în Bratislava în 1991, și de atunci s-a extins. În prezent își concentrează producția pe vehicule SUV, care reprezintă 68% din total. VW Touareg este produs în Bratislava, iar Porsche Cayenne și Audi Q7 sunt parțial construite acolo.
În anii recenți, afacerile orientate pe sectorul servicii și înalta tehnologie au prosperat în Bratislava. Multe companii globale, inclusiv IBM, Dell, Lenovo, AT&T, SAP și Accenture, au construit centre de outsourcing și servicii, sau intenționează să o facă în curând. Motivele pentru influxul de corporații multinaționale includ apropierea de Europa Vestică, forța de muncă abilă și densitatea mare de universități și centre de cercetare.
Printre alte companii mari și angajatori cu sedii în Bratislava se mai numără Slovak Telekom, Orange Slovensko, Slovenská sporiteľňa, Tatra banka, Doprastav, Hewlett-Packard Slovakia, Slovnaft, Henkel Slovensko, Slovenský plynárenský priemysel, Kraft Foods Slovakia, Whirlpool Slovakia, Železnice Slovenskej republiky și Tesco Stores Slovak Republic.
Creșterea puternică a economiei Slovaciei din anii 2000 a dus la o explozie în industria construcțiilor, și mai multe proiecte majore au fost duse la căpat sau se discută în Bratislava. Ariile care atrag investitorii includ malul Dunării, unde se lucrează deja la două mari proiecte: River Park în Vechiul Oraș, și Eurovea lângă Podul Apollo. Alte zone în dezvoltare sunt cele din jurul căilor ferate și stațiilor de autobuz principale, din jurul fostei zone industriale de lângă Orașul Vechi, și în cartierele Petržalka, Nové Mesto și Ružinov. Este de așteptat ca investitorii să cheltuiască 1,2 miliarde de euro până în 2010, pentru noile proiecte.
Orașul are un buget echilibrat de aproape 6 miliarde de coroane slovace (182 de milioane de euro, conform 2007), o cincime din acesta fiind folosită pentru investiții. Bratislava deține în mod direct acțiuni în 17 companii, de exemplu, în compania de transport public (Dopravný podnik Bratislava), compania de colectare și eliminare a deșeurilor, precum și compania de apă. Orașul de asemenea dirijează organizații municipale precum Poliția (Mestská polícia), Muzeul Orașului Bratislava și Grădina Zoologică din Bratislava.

## Cultură
Bratislava este inima culturală a Slovaciei. Datorită caracterului ei istoric multicultural, cultura locală a fost influențată de grupuri etnice variate, inclusiv germani, slovaci, maghiari și evrei. Bratislava dispune de numeroase teatre, muzee, galerii, săli de concert, cinematografe, cluburi de film, și instituții culturale străine.

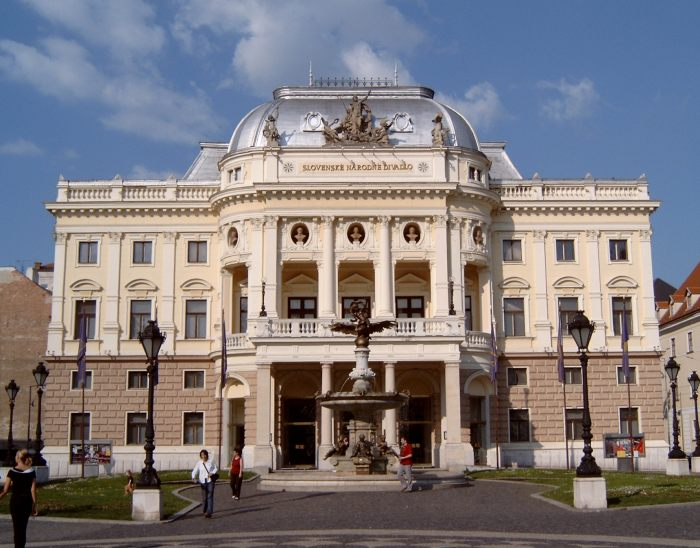
Clădirea vechiului Teatru Național Slovac, în Piața Hviezdoslav

### Arte
Bratislava este sediul Teatrului Național Slovac, găzduit în două clădiri. Primul este un teatru neorenascentist, situat în Orașul Vechi, la sfârșitul Pieții Hviezdoslav. Noua clădire, deschisă publicului în 2007, este situată pe malul amenajat al râului. Teatrul cuprinde trei ansamble: de operă, de balet și de dramă. Teatre mai mici includ Teatrul de Păpuși din Bratislava, Teatrul Astorka Korzo '90, Teatrul Arena, Studioul L+S și Teatrul Naiv din Radošina.
Muzica a înflorit în Bratislava secolului al XVIII-lea, în strânsă legătură cu viața muzicală vieneză. Mozart a vizitat orașul pe când avea șase ani. Printre alți compozitori de seamă care au vizitat orașul sunt Haydn, Liszt, Bartók și Beethoven, care a interpretat Missa Solemnis pentru prima dată în Bratislava. Este de asemenea locul de naștere al compozitorului Johann Nepomuk Hummel. Bratislava găzduiește Orchestra Filarmonică Slovacă. Orașul găzduiește câteva festivale anuale, precum Festivalul Muzical din Bratislava și Zilele de Jazz din Bratislava. Festivalul Wilsonic, organizat anual din 2000, aduce în oraș zeci de muzicieni. În timpul verii, diferite evenimente muzicale au loc în cadrul Verii Culturale Bratislava. În afară de festivalurile de muzică, este posibilă ascultarea de muzică variind  de la cea underground la vedete pop bine cunoscute.

### Muzee și galerii

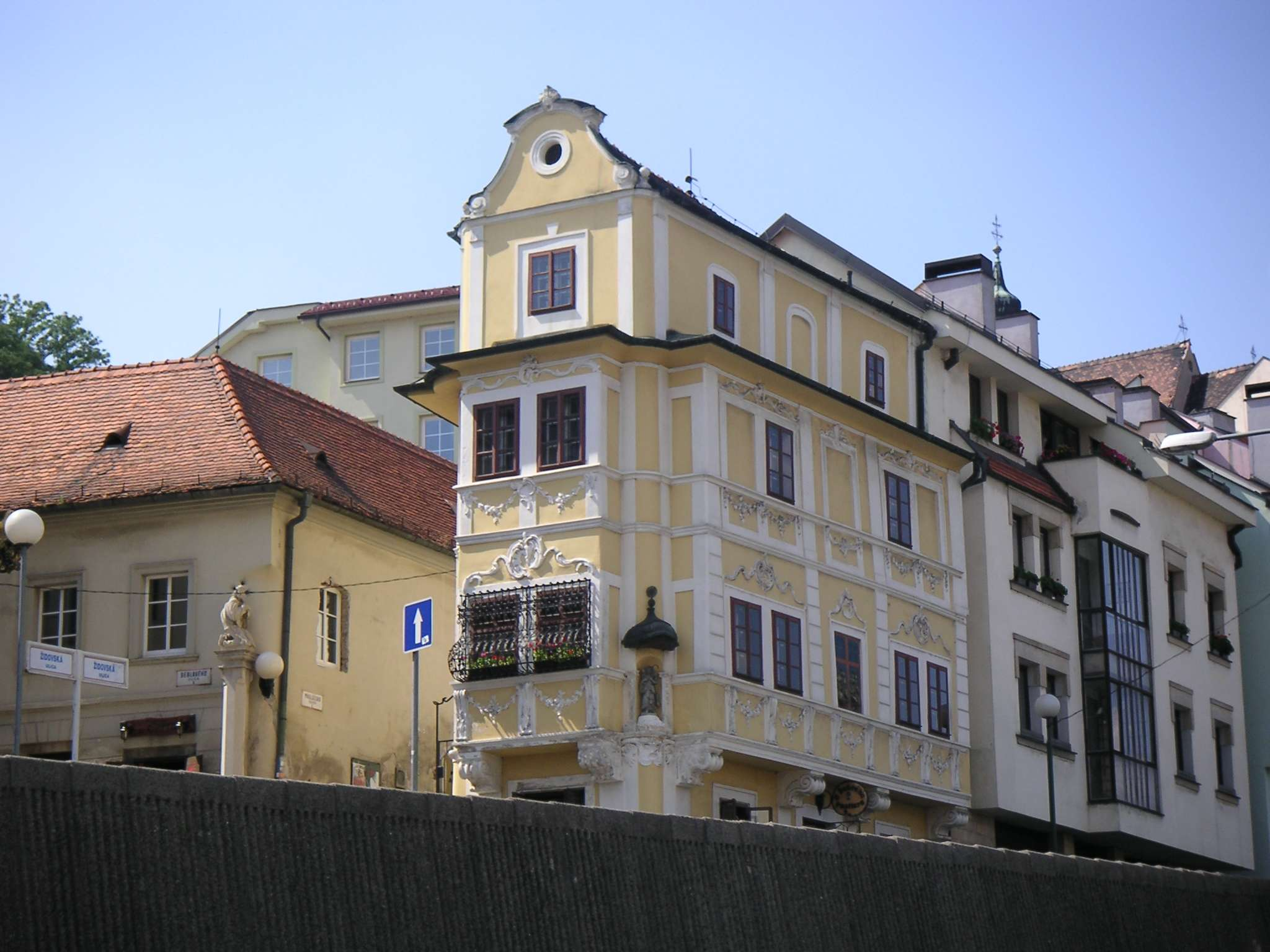
Casa Bunului Păstor, în stil rococo, găzduiește Muzeul Ceasurilor

Muzeul Național Slovac (Slovenské národné múzeum), fondat în 1961, își are sediul în Bratislava, pe malul Orașului Vechi, împreună cu Muzeul de Istorie Naturală, care este una din subdiviziunile sale. Este cel mai mare muzeu și cea mai mare instituție culturală din Slovacia. Muzeul se ocupă de 16 muzee specializate, din Bratislava și din afara ei. Muzeul Orașului Bratislava (Múzeum mesta Bratislavy), fondat în 1868, este cel mai vechi muzeu care a operat în mod continuu din Slovacia. Scopul lui principal este să țină evidența istoriei Bratislavei, în diferite moduri, din cele mai vechi perioade, folosind colecții arheologice și istorice. Oferă galerii permanente, în opt muzee specializate.
Galeria Națională Slovacă, fondată în 1948, oferă cea mai extinsă rețea de galerii din Slovacia. Două expoziții din Bratislava se află situate una lângă cealaltă, la Palatul Esterházy (Esterházyho palác) și Barăcile de Apă (Vodné kasárne) de pe malul Dunării, în Orașul Vechi. Galeria Orașului Bratislava, fondată în 1961, este a doua galerie de acest gen din Slovacia după mărime. Oferă expoziții permanente la Palatul Pálffy (Pálffyho palác) și Palatul Mirbach (Mirbachov palác), în Orașul Vechi. Muzeul de Artă Danubiana, unul din cele mai recente din Europa, se află aproape de Uzinele de Apă Čunovo.

### Media

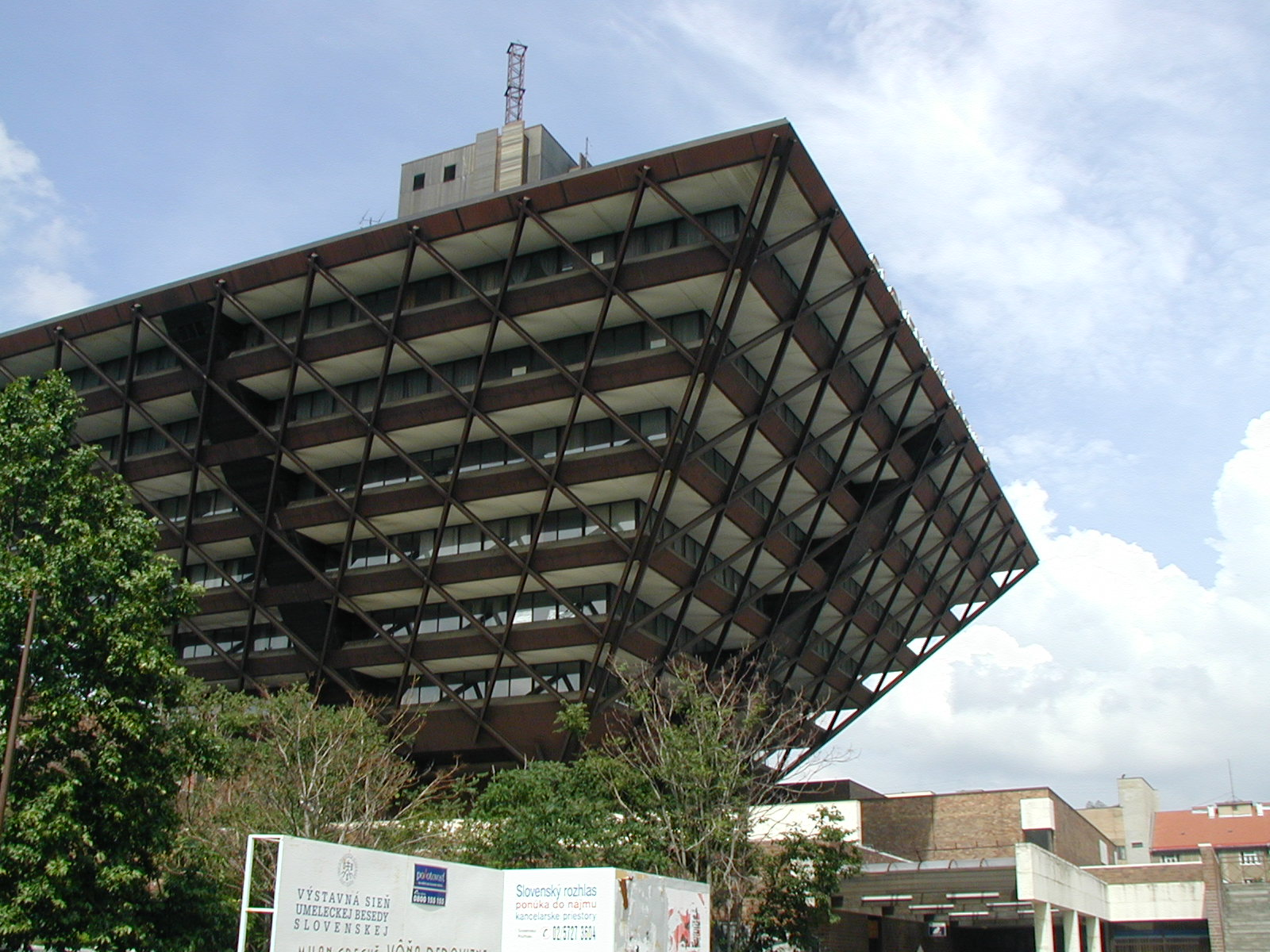
Sediul Radioului Slovac

În calitatea sa de capitală națională, Bratislava este sediul a numeroase instituții media locale și naționale. Printre stațiile TV notabile din oraș se numără Televiziunea Slovacă (Slovenská televízia), Markíza, JOJ și TA3. Radioul Slovac (Slovenský rozhlas) își are sediul în centru, și multe alte posturi slovace de radio își au sediul în oraș. Printre ziarele naționale cu centrul în Bratislava se află SME, Pravda, Nový čas, Hospodárske noviny și ziarul în limba engleză Slovak Spectator. Două agenții de presă își au sediul aici: Agenția de Presă a Republicii Slovace (TASR) și Agenția de Presă Slovacă (SITA).

### Sport
Există mai multe sporturi și echipe sportive cu o tradiție lungă în Bratislava, cu multe echipe și mulți sportivi concurând în ligi și competiții slovace și internaționale.

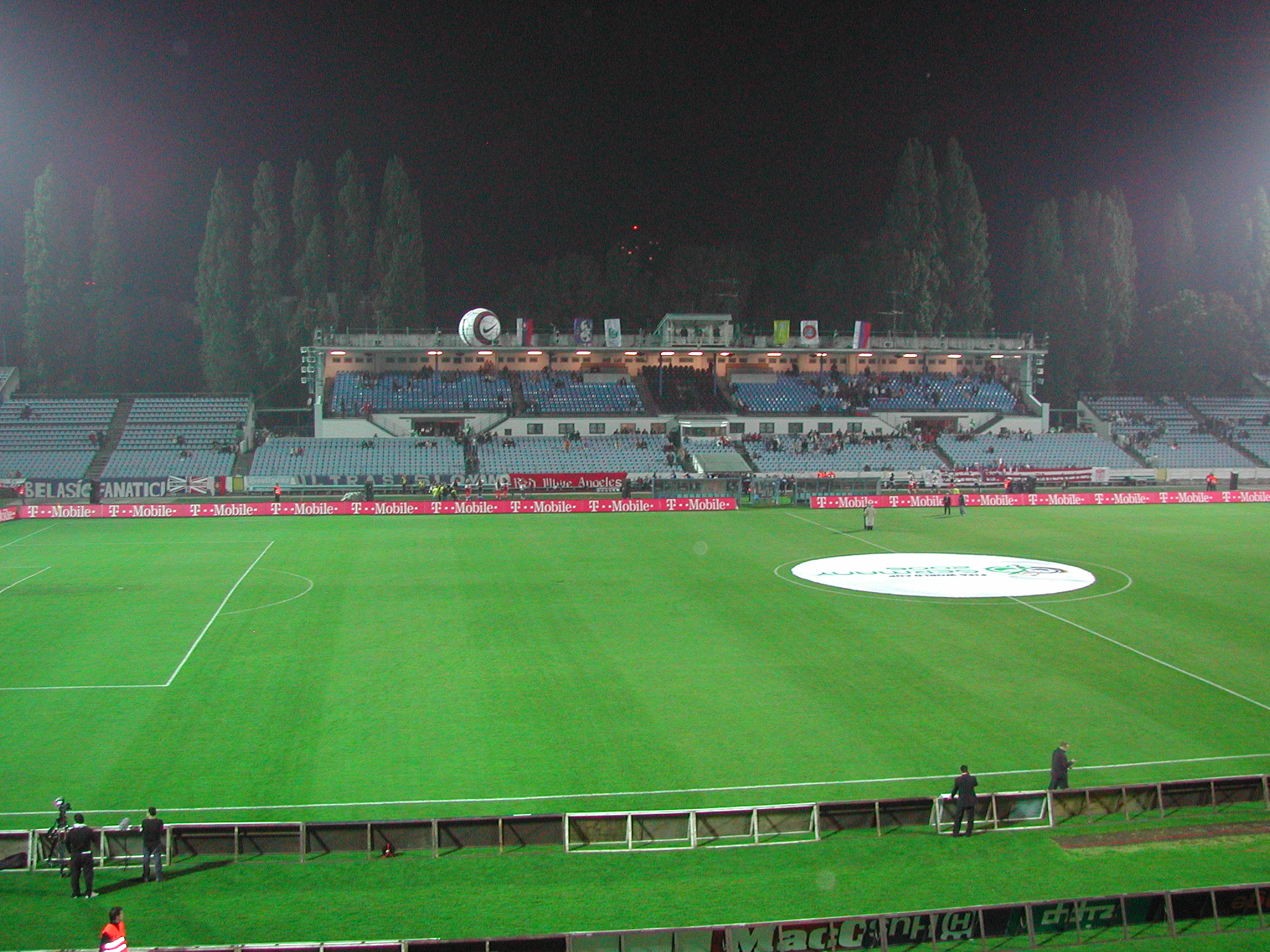
Stadionul Tehelné pole în Nové Mesto, arena clubului de fotbal ŠK Slovan Bratislava

Fotbalul este reprezentat în prezent de trei cluburi din prima ligă slovacă de fotbal, „Corgoň Liga”. ŠK Slovan Bratislava, fondată în 1919, joacă meciurile de acasă pe stadionul Tehelné pole. ŠK Slovan este cel mai de succes club din istoria Slovaciei, fiind de altfel singurul club din vechea Cehoslovacie care a câștigat o competiție europeană de fotbal, Cupa Cupelor, în 1969. FK Inter Bratislava, fondat în 1945, își dispută meciurile de acasă pe Štadión Pasienky. FC Artmedia Bratislava este cel mai vechi club de fotbal slovac, fiind fondat în 1898, iar arena sa este Štadión Petržalka din Petržalka.
Bratislava găzduiește trei arene de sporturi de iarnă: Stadionul de Sporturi de Iarnă Ondrej Nepela, Stadionul de Sporturi de Iarnă Vladimír Dzurilla, și Stadionul de Sporturi de Iarnă Dúbravka. Echipa de hochei HC Slovan Bratislava reprezintă orașul în prima ligă de hochei din Slovacia, Slovak Extraliga. Samsung Arena, parte a Stadionului de Sporturi de Iarnă Ondrej Nepela, este arena lui HC Slovan. Campionatul Mondial de Hochei pe Gheață s-a disputat în Bratislava în 1959 și 1992, iar Campionatul Mondial de Hochei Masculin se va disputa în Bratislava și în Košice, unde se proiectează o nouă arenă.
Centrul de Sporturi pe Apă Čunovo este o zonă de slalom pe ape repezi („whitewater slalom”) și rafting, aproape de digul Gabčíkovo - Nagymaros. Centrul găzduiește în mod anual mai multe competiții naționale și internaționale de canoe și caiac.
Centrul Național de Tenis, care include Arena Sibamac, găzduiește diverse evenimente culturale, sportive și sociale. Mai multe meciuri de Cupă Davis s-au jucat acolo, inclusiv finala Cupei Davis 2005. Orașul este reprezentat în primele ligi slovace de baschet feminin și masculin, handbal și volei feminin, precum și polo pe apă masculin. Cursa Națională Devín–Bratislava este cea mai veche competiție atletică din Slovacia, iar Maratonul Orașului Bratislava s-a ținut anual din 2006. O pistă de atletism este situată în Petržalka, unde curse de cai și de câini, precum și spectacole canine, sunt organizate în mod regulat.

## Turism

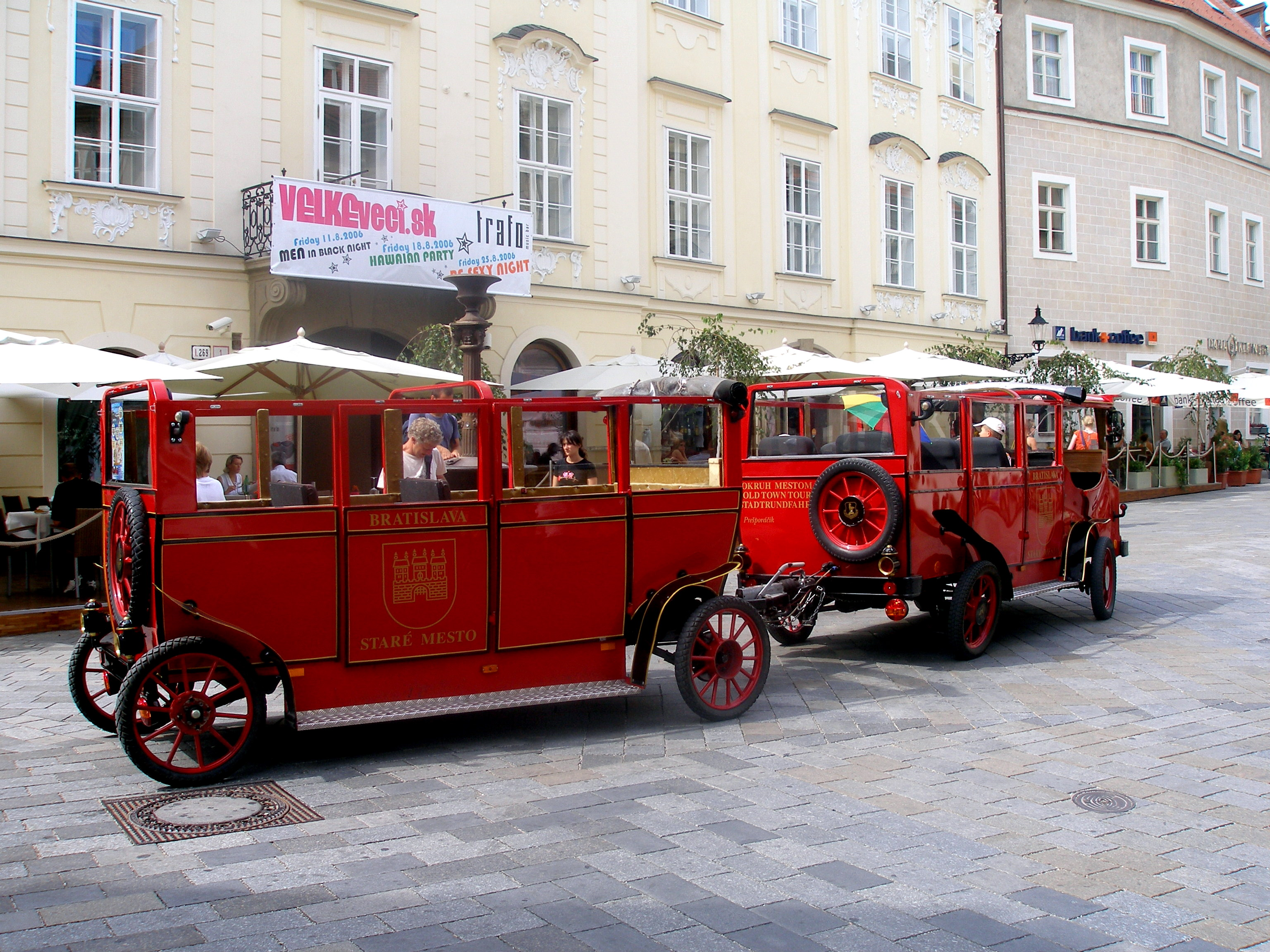
Trenul de turiști Prešporáčik

În 2006, Bratislava avea 77 facilități comerciale de cazare (dintre care 45 erau hoteluri), cu o capacitate totală de 9.940 de paturi. Un total de 686.201 vizitatori, dintre care 454.870 erau străini, au stat cel puțin o noapte acolo. În total, vizitatorii au fost cazați pentru 1.338.497 nopți. Cu toate acestea, mare parte dintre turiști vizitează Bratislava o singură zi, și numărul lor exact nu este cunoscut. Majoritatea turiștilor străini provin din Republica Cehă, Germania, Regatul Unit, Italia, Polonia, Austria, Franța, Statele Unite, Japonia și Ungaria. Pentru o listă a obiectivelor din oraș, vezi și Panoramă și arhitectură în Bratislava mai sus.
Alături de alți factori, creșterea numărului de zboruri ieftine cu avionul spre Bratislava a dus la alegerea orașului ca loc pentru petreceri de burlac, în special de către britanici. Deși industria turismului a beneficiat de pe urma lor, diferențele culturale și vandalismele preocupă autoritățile locale.

## Educație și știință

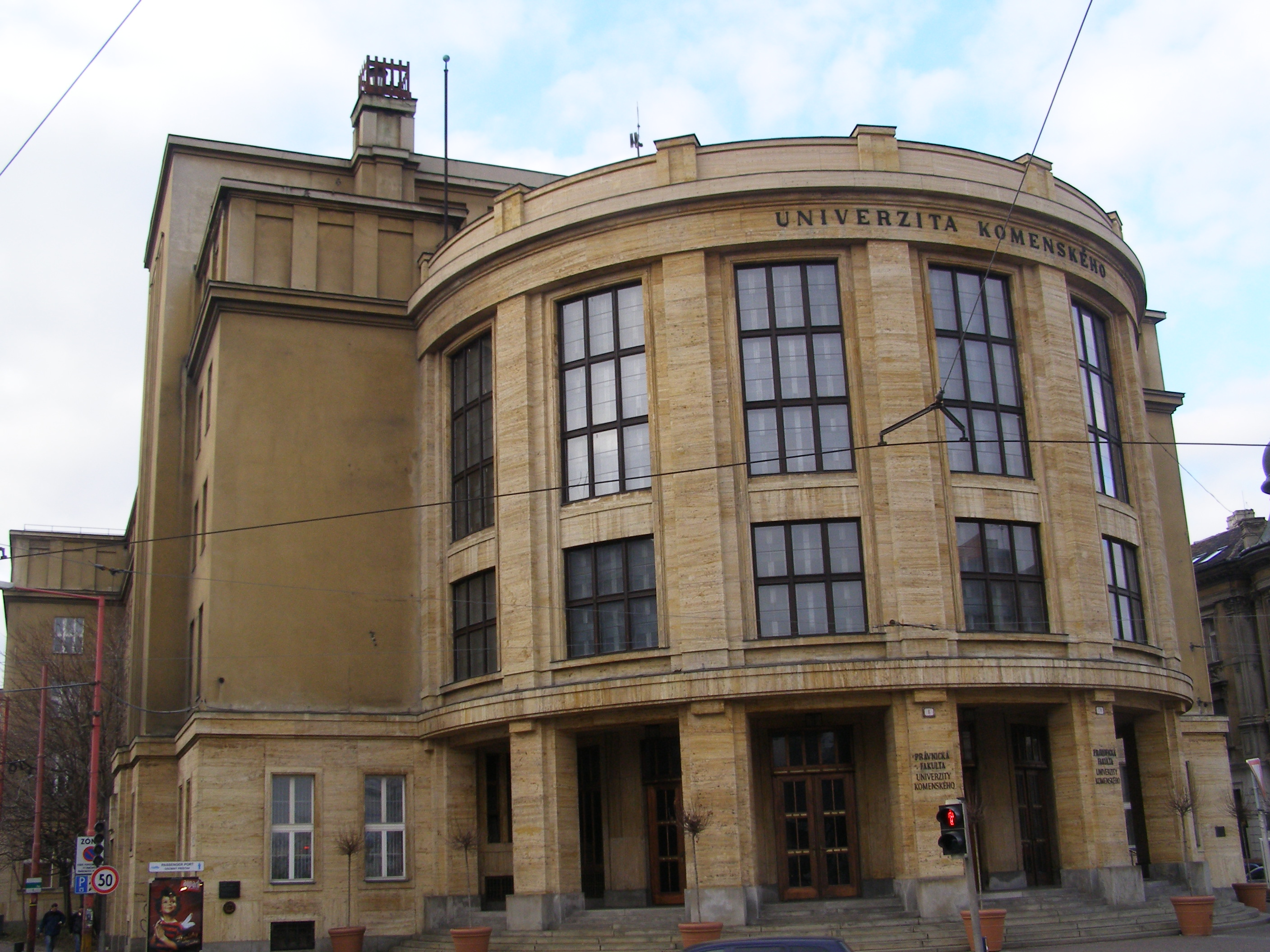
Sediul Universității Comenius în Šafárikovo námestie

Prima universitate din Bratislava și de pe teritoriul actualei Slovacii este Universitas Istropolitana, fondată în 1465 de regele Matia Corvin. A fost închisă în 1490, după moartea acestuia.
Bratislava este sediul celei mai mari universități (Universitatea Comenius din Bratislava), cea mai mare universitate tehnică (Universitatea Slovacă de Tehnologie din Bratislava), și celor mai vechi școli de artă (Academia de Arte Interpretative din Bratislava și Academia de Belle Arte și Design din Bratislava) din Slovacia. Alte instituții de educație terțiară sunt Universitatea publică de Economie din Bratislava și Colegiul Tehnic Bratislava, precum și primul colegiu privat din Slovacia, Universitatea Seattle din Bratislava.. În total, există în jur de 56.000 de studenți în Bratislava.
Academia Slovacă de Științe își are și ea sediul în Bratislava. Cu toate acestea, orașul este una din puținele capitale europene fără un observator și un planetariu. Cel mai apropiat observator se află în Modra, la 30 km distanță, și cel mai apropiat planetariu în Hlohovec, la 70 km. Se va construi Parcul Central European pentru Tehnologii Inovatoare în Vajnory. Acest parc al științei și tehnologiei va combina instituții de educație și cercetare publice și private. Construcția va începe cel mai probabil în 2008.

## Transport

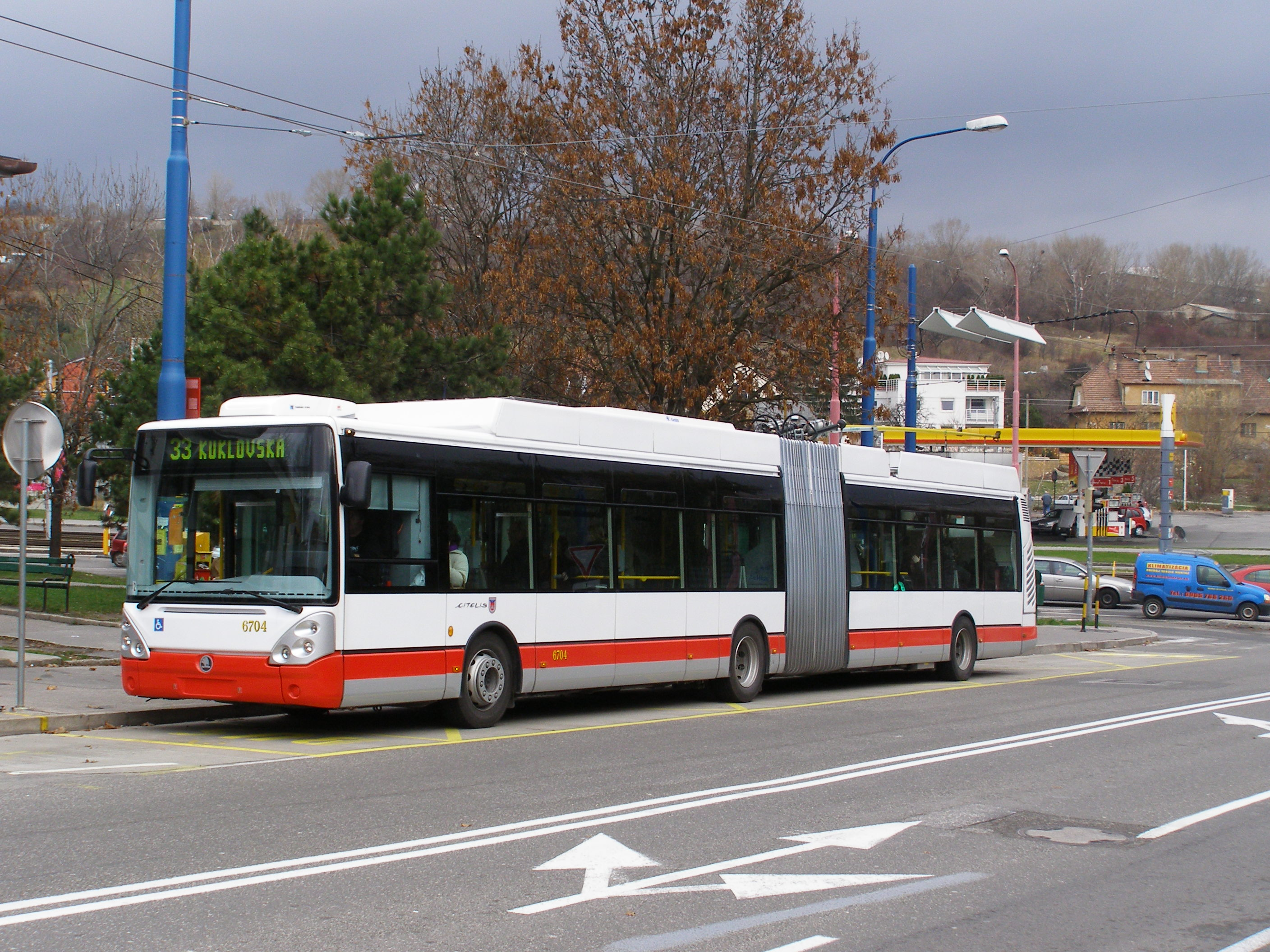
Duobus (un troleibuz combinat cu un autobuz)

Poziția geografică a Bratislavei în Europa Centrală a transformat-o de mult într-o răscruce naturală a traficului comercial internațional.
De transportul public în Bratislava se ocupă Dopravný podnik Bratislava, o companie aparținând orașului. Sistemul de transport este cunoscut ca Mestská hromadná doprava și se bazează pe autobuze, tramvaie și troleibuze. Un serviciu adițional, Bratislavská integrovaná doprava (Transportul Integrat Bratislava), face legătura dintre rutele de tren și autobuz ale orașului cu puncte din exterior.
Gara Centrală din Bratislava are conexiuni directe cu Austria, Ungaria, Republica Cehă, precum și cu restul Slovaciei. Sistemul de autostrăzi oferă acces direct spre Brno în Republica Cehă, Trnava și alte localități din Slovacia, și Budapesta în Ungaria. O autostradă între Bratislava și Viena a fost inaugurată în noiembrie 2007. Portul din Bratislava conferă acces direct la Marea Neagră via Dunărea, și la Marea Nordică prin intermediul Canalului Rin-Main-Dunăre. Aeroportul M. R. Štefánik se află la 9 km de centrul orașului. A oferit servicii unui număr total de 1.937.462 pasageri în 2006.

## Cronologie
- 400 î.Hr. - 50 î.Hr.: din 125 a. C. un important oppidum celtic
- Secolul I – secolul al V-lea: granița Imperiului Roman (Limes Romanus) trece chiar prin orașul de astăzi
- Secolul al VI-lea – secolul al VIII-lea: primii slavi și avari ajung în regiune
- 623 – 658: aparține de Samo
- 833 – 907: parte a Regatului Moraviei Mari
- 907 – 1918: parte a Regatului Ungariei:  
  - 1536 – 1784: capitala Ungariei (al cărei teritoriu a fost redus, în urma ocupației turcești, în principal la ținutul de astăzi al Slovaciei); coroana Ungariei a trecut la Casa de Habsburg, care a făcut importante eforturi militare pentru alungarea Imperiului Otoman și restabilirea controlului asupra întregului teritoriu al Ungariei
  - 1542 – 1848: locul de adunare a Parlamentului Ungariei (Dieta)
  - 1563 – 1830: Domul Sf. Martin a fost locul de încoronare al regilor Ungariei (totodată împărați romano-germani)
  - din  secolul al XVIII-lea: un centru al mișcării naționale din Slovacia
  - 1805: Pacea de la Pressburg (între Austria și Franța, în urma Bătăliei de la Austerlitz)
- 1919 – 1939: regiune componenta a Cehoslovaciei; 1919 redenumirea oficială din Prešporok (în slovacă), Pozsony (în maghiară), Preßburg (în germ.) în noul nume Bratislava
- 1939 – 1945: capitala Republicii Slovace
- 1945 – 1992: din nou parte din Cehoslovacia
- 1969 – 1992: capitala regiunii slovace din Cehoslovacia
- din 1993 - capitala Slovaciei

## Orașe înfrățite
Orașul Bratislava este înfrățit cu:
| - Erevan, Armenia (2001) - Viena, Austria - Ruse, Bulgaria - Larnaka, Cipru (1989) - Praga, Cehia - Alexandria, Egipt | - Turku, Finlanda (1976) - Ulm, Germania - Bremen, Germania (1989) - Salonic, Grecia (1986) - Székesfehérvár, Ungaria - Perugia, Italia (1962) | - Rotterdam, Olanda (1991) - Cracovia, Polonia - Saratov, Rusia - Ljubljana, Slovenia (1967) - Kiev, Ucraina - Cleveland, Ohio, Statele Unite |

* Numerele din paranteză reprezintă anii stabilirii relațiilor. Primul astfel de acord a fost semnat cu orașul Perugia, Umbria din Italia la 18 iulie 1962.

## Personalități născute aici
- Joseph Albach (1795 - 1853), călugăr franciscan, botanist;
- Lajos Batthyány (1807 - 1849), premier al Ungariei;
- Bucura Dumbravă (1868 - 1926), scriitoare română;
- Felix Somló (1873 - 1920), profesor de drept;
- Ernst von Dohnányi (1877 - 1960), compozitor, pianist maghiar;
- György Apponyi (1908 - 1899), politician maghiar;
- Růžena Dostálová (1924 - 2014), specialistă în filologie, istoria literaturii din Cehia;
- Árpád Duka-Zólyomi (1941 - 2013), europarlamentar slovac;
- Zuzana Čaputová (n. 1973), politiciană slovacă;
- Dominika Cibulková (n. 1989), tenismenă.